# El Amor Es Ciego: Brasil
Love Is Blind: Brazil (en portugués: Casamento às Cegas: Brasil; literalmente:Boda a ciegas: Brasil; en español: El Amor Es Ciego: Brasil) es una serie de telerrealidad brasileña basada en la versión estadounidense original del mismo nombre presentada por la pareja de celebridades brasileñas Camila Queiroz y Klebber Toledo que se estrenó en Netflix el 6 de octubre de 2021, como parte de un evento de tres semanas.  
Siguiendo el formato de la serie de televisión estadounidense Love Is Blind, un grupo de hombres y mujeres se reúnen en el programa con la esperanza de encontrar una pareja para casarse.
Netflix renovó El Amor Es Ciego: Brasil para una segunda temporada el 23 de noviembre de 2021, que se estrenó el 28 de diciembre de 2022.    
El 11 de enero de 2023, se reveló que una tercera temporada de El Amor Es Ciego: Brasil se filmó en secreto junto con la segunda temporada y fue lanzada por Netflix el 7 de junio de 2023.  
El 22 de noviembre de 2023, El Amor Es Ciego: Brasil se renovó para una cuarta temporada. El 20 de diciembre de 2023 se lanzó un episodio especial de Después del Altar, con miembros del elenco de las primeras tres temporadas del programa para una reunión.  La cuarta temporada se estrenó el 19 de junio de 2024. 

## Formato
La serie sigue a 32 hombres y mujeres que esperan encontrar el amor. Durante 10 días, en un formato de citas rápidas, los hombres y las mujeres se citan entre sí en diferentes "cápsulas" donde pueden hablar entre sí, pero no verse. Cuando así lo decidan, los individuos podrán proponerse al concursante con quien desean casarse. Después de la propuesta y de conocerse cara a cara por primera vez, las parejas comprometidas se dirigen a un retiro para parejas. Durante este viaje, pasan tiempo conociendo a sus parejas y conociendo a las otras parejas que participan en el experimento.
Después del retiro, las parejas se mudan todos al mismo complejo de apartamentos en São Paulo. Mientras están en los apartamentos, todos conocen a las familias de sus parejas y exploran las condiciones de vida de sus parejas. El día de la boda, los novios celebran la ceremonia nupcial y toman la decisión final en el altar sobre si separarse o casarse, respondiendo a la pregunta "¿Es ciego el amor?" 

## Episodios
| Temporada | Episodios | Fecha de Lanzamiento    |
| --------- | --------- | ----------------------- |
| 1         | 11        | 6 de octubre de 2021    |
| 2         | 11        | 28 de diciembre de 2022 |
| 3         | 11        | 7 de junio de 2023      |
| 4         | 11        | 19 de junio de 2024     |

### Temporada 1 (2021)
El amor es ciego: Brasil temporada 1
| N.° de capítulo                  | Título                      | Fecha de lanzamiento   |
| Semana 1                         | Semana 1                    | Semana 1               |
| -------------------------------- | --------------------------- | ---------------------- |
| 1                                | Cabina del Amor             | 6 de octubre de 2021   |
| 2                                | ¡Sí, acepto!                | 6 de octubre de 2021   |
| 3                                | Una luna de miel sensual    | 6 de octubre de 2021   |
| 4                                | Mejor juntos                | 6 de octubre de 2021   |
| Semana 2                         |                             |                        |
| 5                                | Expectativas vs. Realidad   | 13 de octubre de 2021  |
| 6                                | La convivencia              | 13 de octubre de 2021  |
| 7                                | ¿Qué hacemos ahora?         | 13 de octubre de 2021  |
| 8                                | Se acerca el día de la boda | 13 de octubre de 2021  |
| Semana 3                         |                             |                        |
| 9                                | Despedida de soltero        | 20 de octubre de 2021  |
| 10                               | La hora de la verdad        | 20 de octubre de 2021  |
| Especial (Disponible en Youtube) |                             |                        |
| 11                               | El reencuentro              | 4 de noviembre de 2021 |

### Temporada 2 (2022)
| N.° de capítulo | Título                                       | Fecha de lanzamiento    |
| Semana 1        | Semana 1                                     | Semana 1                |
| --------------- | -------------------------------------------- | ----------------------- |
| 1               | ¿Hay alguien ahí?                            | 28 de diciembre de 2022 |
| 2               | Si trabajamos juntos, podemos casarnos todos | 28 de diciembre de 2022 |
| 3               | Luna de selva                                | 28 de diciembre de 2022 |
| 4               | ¿Hubo química?                               | 28 de diciembre de 2022 |
| Semana 2        |                                              |                         |
| 5               | Vida real oficial                            | 4 de enero de 2023      |
| 6               | Choque con la realidad                       | 4 de enero de 2023      |
| 7               | ¿Nunca has comido Feijoada?                  | 4 de enero de 2023      |
| 8               | Prueba de Fuego                              | 4 de enero de 2023      |
| Semana 3        |                                              |                         |
| 9               | Despidiéndose de la soltería                 | 11 de enero de 2023     |
| 10              | ¿El amor ciego lleva al matrimonio?          | 11 de enero de 2023     |
| Especial        |                                              |                         |
| 11              | El reencuentro                               | 4 de febrero de 2023    |

### Temporada 3 (2023)
| N.° de capítulo | Título                                 | Fecha de lanzamiento |
| Semana 1        | Semana 1                               | Semana 1             |
| --------------- | -------------------------------------- | -------------------- |
| 1               | ¡Me voy a casar!                       | 7 de junio de 2023   |
| 2               | Mil veces sí                           | 7 de junio de 2023   |
| 3               | ¿Quién no aulló?                       | 7 de junio de 2023   |
| 4               | Las sobras                             | 7 de junio de 2023   |
| Semana 2        |                                        |                      |
| 5               | Pie derecho adelante y el pasado atrás | 14 de junio de 2023  |
| 6               | Tatuaje para dos                       | 14 de junio de 2023  |
| 7               | ¡A probarse sueños!                    | 14 de junio de 2023  |
| 8               | Los tontos también se enamoran         | 14 de junio de 2023  |
| Semana 3        |                                        |                      |
| 9               | ¡Vamos a estar juntos!                 | 21 de junio de 2023  |
| 10              | ¿Ganó el amor?                         | 21 de junio de 2023  |
| Especial        |                                        |                      |
| 11              | El reencuentro en vivo                 | 2 de julio de 2023   |

### Temporada 4 (2024)
| N.° de capítulo | Título                                               | Fecha de lanzamiento |
| Semana 1        | Semana 1                                             | Semana 1             |
| --------------- | ---------------------------------------------------- | -------------------- |
| 1               | Una nueva oportunidad para el amor                   | 19 de junio de 2024  |
| 2               | Para quienes creían que jamás volverían a enamorarse | 19 de junio de 2024  |
| 3               | Luna de miel real                                    | 19 de junio de 2024  |
| 4               | Después de la cuarentena... ¡solo amor!              | 19 de junio de 2024  |
| Semana 2        |                                                      |                      |
| 5               | Veamos qué sucede                                    | 26 de junio de 2024  |
| 6               | El padre de la novia                                 | 26 de junio de 2024  |
| 7               | No es un camino de rosas                             | 26 de junio de 2024  |
| 8               | Le queda muy bien                                    | 26 de junio de 2024  |
| Semana 3        |                                                      |                      |
| 9               | ¡Nos vamos a casar!                                  | 3 de julio de 2024   |
| 10              | ¿El amor es ciego lleva al matrimonio?               | 3 de julio de 2024   |
| Especial        |                                                      |                      |
| 11              | El reencuentro                                       | -                    |